# Niasia
Niasia is een geslacht van kevers uit de familie bladkevers (Chrysomelidae).
De wetenschappelijke naam van het geslacht werd in 1889 gepubliceerd door Martin Jacoby.

## Soorten
- Niasia bukat Reid, 1998
- Niasia coeruleipennis Jacoby, 1899
- Niasia difformis Jacoby, 1889